# اجیگادی
اجیگادی (به انگلیسی: Ajjigudde) یک منطقهٔ مسکونی در هند است که در کارناتاکا واقع شده‌است.